# Dombeya oblongifolia
Dombeya oblongifolia är en malvaväxtart som beskrevs av Arenes. Dombeya oblongifolia ingår i släktet Dombeya och familjen malvaväxter. Inga underarter finns listade i Catalogue of Life.